# Zula (cràter)
Zula és un cràter d'impacte en el planeta Venus de 5 km de diàmetre. Porta el nom d'un antropònim txetxè, i el seu nom va ser aprovat per la Unió Astronòmica Internacional el 1997.